# Pycnarrhena ozantha
Pycnarrhena ozantha är en tvåhjärtbladig växtart som beskrevs av Friedrich Ludwig Diels. Pycnarrhena ozantha ingår i släktet Pycnarrhena och familjen Menispermaceae. Inga underarter finns listade i Catalogue of Life.